# 35-та піхотна дивізія (США)
35-а піхотна дивізія (США) (англ. 35th Infantry Division (United States) — військове з'єднання, піхотна дивізія армії США, що входить до складу Національної гвардії армії країни. Дивізія брала участь у бойових діях Першої та Другої світових війн.

## Історія
35-та піхотна дивізія сформована 25 серпня 1917 року в Кемп-Доніфані, Оклахома на основі підрозділів національної гвардії зі штатів Канзас, Міссурі та Небраска. 7 травня 1918 року з'єднання прибуло на Західній фронт. У боях з серпня по листопад 1918 року 35-та дивізія втратила 7296 чоловіків (1018 — загиблими та 6278 — пораненими в боях). У квітні 1919 р. вона повернулась до США та незабаром була розформована.

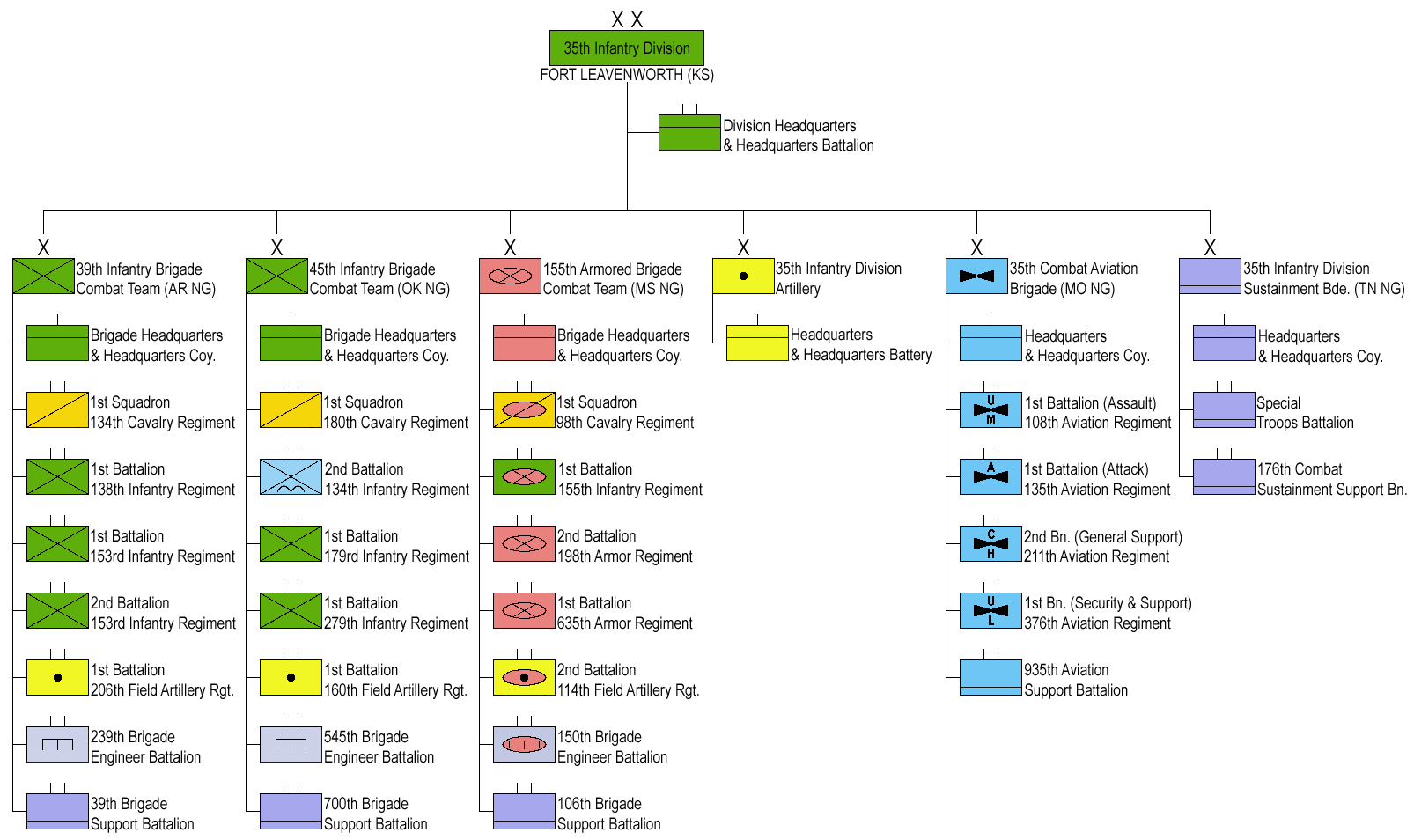
Організаційно-штатна структура 35-ї піхотної дивізії США

Вдруге дивізія активована у 1935 році. 23 грудня 1940 року переведена до повного штату дивізії Національної Гвардії. З 25 травня 1944 р. — на Західному театрі воєнних дій Другої світової. 5—7 липня 1944 року підрозділи дивізії висадились на плацдармі «Омаха» та взяли участь у боях у Нормандії, в Північній Франції, прориві «Лінії Зігфрида», в Арденнській та Ельзас-Лотарингській операціях.
Вперше у бій бойові підрозділи вступили 11 липня 1944 року північніше Сен-Ло, де відбили 12 ворожих атак, перед тим, як опанувати місто.
У січні-лютому 1945 року 35-та дивізія билась на заході Третього Рейха. 10 березня прорвалась біля Везеля до Рейну, який форсувала 25—26 березня. З весни 1945 року билася в центральній Німеччині за Кольбіц та Ангерн, згодом перекинута до Ганновера, де й завершила участь у бойових діях. У вересні 1945 року повернулась додому, де в грудні 1945 року була знову розформована.
За часів війни в Європі дивізія зазнала наступних втрат: загиблі в бою та померли від поранень — 2485 осіб, поранених — 11 256, зниклих безвісти — 340, полонених — 1471. Загалом: 15 822 військовослужбовців.

## Цікаві факти
- У 1918—1919 роках у лавах артилерійського підрозділу 35-ї піхотної дивізії проходив службу молодий офіцер — майбутній 33-й Президент США Г. Трумен.